# Al-Shamal SC
Der al-Shamal Sports Club (arabisch نادي الشمال الرياضي) ist ein Sportverein aus Madīnat asch-Schamāl in Katar. Die Herren-Fußballmannschaft spielt in der zweithöchsten Liga des Landes, der Qatar Second Division.

## Geschichte
Gegründet wurde der Verein 1980. Der bisher größte Erfolg des Vereins war der Sieg im Sheikh Jassim Cup 1996/97. Der Verein spielte bereits mehrmals in der Qatar Stars League. 1991/92 belegte man den letzten Platz in der Liga, doch blieb man der höchsten Liga erhalten. Auch in die Saison 1995/96 schloss der Verein als Tabellenletzter ab, doch erneut blieb man vom Abstieg verschont. Auch die Saison 1999/2000, die mit nur einem Punkt aus 16 Spielen abgeschlagen als Letzter abgeschlossen wurde, endete mit dem Klassenerhalt.
In den Relegationsspielen gewann al-Shamal gegen Shabab und verblieb weiterhin in der Qatar Stars League. Auch in der Saison 2000/01 gewann der Club nur einen Punkt und da die Relegation nicht ausgespielt wurde, stieg man direkt in die Qatar Second Division ab. Nur ein Jahr später schaffte man den direkten Wiederaufstieg in die höchste Liga. Sechs Jahre in Folge wendete al-Shamal einen erneuten Abstieg in die Second Division erfolgreich ab, doch nach der Saison 2007/08 war der Fall in die Second Division nicht mehr zu vermeiden. Nach einem direkten Wiederaufstieg in die Qatar Stars League, musste man nach der Saison 2009/10 erneut den Abstieg in die Second Division hinnehmen.

## Vereinserfolge

### National
- Sheikh Jassim Cup

Gewinner 1996/97

## Bekannte Spieler
- Razzaq Farhan (2004)
- Marcone Amaral (2004–2008, 2014–)
- Santiago Salazar (2005–2006)
- Frank de Boer (2005–2006)
- Ronald de Boer (2005–2008)
- Yemen Ben Zekri (2009–2010)

## Bekannte Trainer
- Reinhard Fabisch (2005–2006)